# Tris(acetilacetonato)ferro(III)
Tris(acetilacetonato)ferro(III) ou Fe(acac)3 é um complexo de coordenação de geometria octaédrica no qual um átomo central de Ferro liga-se a três acetilacetonatos(acac). É um sólido estável na atmosfera, possui cor vermelha e é solúvel em solventes apolares.

## Preparação
O Fe(acac)3 é preparado por meio da mistura de precipitado recém produzido de Fe(OH)3 com acetilacetona:
Fe(OH)3 + 3HC5H7O2 → Fe(C5H7O2)3  +  3 H2O

## Estrutura e propriedades
O tris(acetilacetonato)ferro(III) é um complexo octaédrico com seis ligações equivalentes Fe-O, possuindo cada uma o raio de 2,00 Å. Sua geometria regular é consistente com o núcleo de spin-alto do íon central, Fe+3.
Como os orbitais mais externos desse metal estão todos igualmente ocupados com apenas um elétron, o complexo não é sujeito ao efeito Jahn-Teller, razão pela qual possui simetria molecular do tipo D3. Ao contrário deste, o complexo Mn(acac)3 apresenta uma geometria octaédrica mais distorcida.
Os 5 elétrons não emparelhados no subnível d fazem com que esse complexo possua propriedades paramagnéticas, com um momento magnético de 5,90 μB. 
Em razão da falta de planos de simetria, o Fe(acac)3 encerra isômeros Δ(delta) e Λ(gama), os quais se interconvertem com uma taxa suficientemente lenta para permitir uma separação parcial entre eles.

## Reações
O Fe(acac)3 tem sido utilizado como um pré catalisador e reagente em química orgânica, apesar de, em geral, complexos contendo ferro serem pouco associados a esses processos. Mostrou-se, por exemplo, que esse complexo em específico foi capaz de promover reações de acoplamento de dienos a olefinas.
O Fe(acac)3 calalisa a dimerização do isopreno em uma mistura de 1,5-dimetil-1,5-ciclooctadieno e 2,5-dimetil-1,5-ciclooctadieno. De maneira análoga, esse complexo também catalisa a polimerização da 1,3-benzoxazina.